# Que reste-t-il...
Que reste-t-il... est un téléfilm français réalisé par Étienne Périer, diffusé en 2000.

## Synopsis
Edith Lorrimer,82 ans, souffre de la maladie d'Alzheimer.Elle ne garde aucun souvenir de son passé proche, mais retrouve depuis quelque temps, des pans entiers de sa mémoire lointaine, grâce à un traitement expérimental Très précis mais pas forcément agréables, ces souvenirs éloignés l'embarrassent plus qu'ils ne la soulagent. Tandis qu'elle tente d'endiguer ce flot d'images qui menace de la submerger, le jeune Gaspard Toussaint, âgé de 16 ans, essaie en vain de recomposer le puzzle de sa petite enfance, passée à Haïti...

## Fiche technique
- Titre : Que reste-t-il...
- Réalisation : Étienne Périer
- Scénario : Pierre Billon
- Production : Dominique Antoine
- Musique : Gréco Casadesus
- Image : Élizabeth Prouvost
- Montage : Anne Boissel
- Décors : Alain Paroutaud
- Costumes : Jeannine Gonzalez
- Pays d'origine : France
- Genre : Drame
- Format : Couleur
- Durée : 90 minutes

## Distribution
- Danielle Darrieux : Edith Lorrimer
- François Marthouret : Julien Lorrimer
- Martine Sarcey : Catherine
- Edson Sidonie : Gaspard
- Sabrina Leurquin : Marie-Claire
- Félicité Wouassi : Marie-Madeleine
- Manuela Servais : Catherine
- François Vincentelli : Benoît Fournier
- Tania Garbarski : Solange
- Patrick Donnay : Paul Zeller
- Jean-Marie Cornille : Le directeur

## Autour du film
- Danielle Darrieux chante dans le téléfilm « Que reste-t-il de nos amours ? » de Charles Trenet